# 紅肉丫髻鮫
路氏雙髻鯊（學名：Sphyrna lewini），又称作紅肉丫髻鮫，俗名犛頭鯊、雙過仔。為軟骨魚綱真鯊目双髻鲨科的其中一種。

## 分布
本魚廣泛分布於全球各大洋熱帶至溫帶海域。

## 深度
水深0至275公尺。

## 特徵
本魚體粗壯且延長，最大特征是头的额骨区向左右两侧突出，眼位于头两侧突出部。体背部呈灰色，腹面稍淡。背鳍2个，胸鰭棘尾鰭上下葉尖端具黑斑；背鰭上部具黑緣，體長可達430公分。

## 生態
本魚棲息於沿岸至外洋中表層魚類，幼時常成群活動，成魚則獨游或小群巡游。肉食性，以小型鱼类为食。胎生，一次可產下15至31尾幼鯊，有攻擊人的紀錄。

## 經濟利用
食用魚，可製成魚丸、紅燒或沙魚煙，魚鰭可做成魚翅。魚皮可製成皮革，魚肝可做成魚肝油。另可做為遊釣魚。

## 保育
1996年IUCN評估為近危，近年因數量下降而評估為瀕危。
其被列為《瀕危野生動植物種國際貿易公約》附錄二的物種，被限制出口及貿易。